# Ashley Rickards
Ashley Nicole Rickards (4 de Maio de 1992) é uma atriz norte-americana. Ela já esteve em vários filmes e séries de televisão retratando uma grande variedade de personagens. Seus trabalhos mais notáveis até então foram em One Tree Hill, como Sam Walker, e como Jenna Hamilton protagonista na série atual da MTV; Awkward. Fez também de vilã no filme "The Danger of The Positive Thinking" em 2018.

## Filmografia

### Cinema
| Ano  | Título                   | Personagem      |
| ---- | ------------------------ | --------------- |
| 2006 | Web Journal Now          | Janet           |
| 2007 | Spoonfed                 | Bridgette       |
| 2009 | Gamer                    | 2katchapredator |
| 2010 | Fly Away                 | Mandy           |
| 2010 | Sassy Pants              | Bethany Pruitt  |
| 2014 | Behaving Badly           | Kristen Stevens |
| 2014 | Inatividade Paranormal 2 | Becky           |
| 2014 | At The Devil's Door      | Garota          |
| 2016 | Antisocial.app           | Jessie          |
| 2016 | The Outskirts            | Virginia        |

### Televisão
| Ano       | Título                | Papel                 |
| --------- | --------------------- | --------------------- |
| 2006      | Everybody Hates Chris | Garota                |
| 2006-2007 | Distant Roads         | Filha                 |
| 2007      | CSI: NY               | Lindsay Monroe Jovem  |
| 2007      | Zoey 101              | Molly Talbertsen      |
| 2007      | Ugly Betty            | Sharra                |
| 2007      | Spoonfed              | Bridgette             |
| 2007      | American Family       | Julia Bogner          |
| 2008      | Entourage             | Candice               |
| 2008-2009 | One Tree Hill         | Samantha "Sam" Walker |
| 2010      | Outlaw                | Tracy Vidalin         |
| 2011-2016 | Awkward               | Jenna Hamilton        |
| 2011      | American Horror Story | Chloe Stapleton       |
| 2011      | American Horror Story | Chloe Stapleton       |
| 2011      | When I was 17         | Ela Mesma             |
| 2012      | Struck By Lightning   | Vicki Jordan          |
| 2016      | The Flash (2014)      | Rosalind Dillon / Top |
| 2017      | Dimension 404         | Sue Hirsch            |

2018
The Danger of Positive Thinking"
Mallory Ford Conway

## Outros Trabalhos
Apareceu em The Fray "Como salvar uma vida" vídeo musical, a versão Mark Pellington - 2006.
Apareceu na banda, The Format "Ela não entende" vídeo da música - Atriz. - 2007

## Prêmios e indicações
| Ano  | Prêmio                              | Categoria                        | Trabalho | Resultado |
| ---- | ----------------------------------- | -------------------------------- | -------- | --------- |
| 2011 | Arizona International Film Festival | Melhor performance               | Fly Away | Ganhou    |
| 2012 | Critics' Choice Television Award    | Melhor Atriz em Série de Comédia | Awkward  | Nomeado   |
| 2012 | Teen Choice Awards                  | Verão TV Star: Feminino          | Awkward  | Nomeado   |